# بزرگراه گمشده
بزرگراه گمشده (به انگلیسی: Lost Highway) فیلم مهیج روانشناسانه‌ای با نشانه‌هایی از ژانر نئو نوآر و وحشت ساخته دیوید لینچ کارگردان آمریکایی به سال ۱۹۹۷ است. فیلمی سوررئال که روانپریشی‌های انسان و نمود آن در واقعیت را بیان می‌کند و در طول فیلم دوگانگی شخصیت و موقعیت، بیننده را در فضایی معماگونه غوطه‌ور می‌کند.
بزرگراه گمشده با وجود اینکه در زمان انتشار با نقدهای متفاوتی از سوی منتقدان مواجه شد، هواداران کالت خود را کسب کرده و از سوی برخی منتقدان بسیار تحسین شده‌است. در سال ۲۰۰۳ اپرایی از این فیلم اقتباس شد.

## داستان فیلم
داستان فیلم دربارهٔ نوازنده ساکسیفونی به نام فرد مادیسون است که در آغاز فیلم در آیفون خانه‌اش می‌شنود که «دیک لورنت مرده‌است». این پیام در ابتدا برای او بی مفهوم است. او ضمناً به همسرش مشکوک است که به او خیانت می‌کند و با شخصی به نام اندی رابطه پنهانی دارد. روزی همسرش بسته‌ای زرد رنگ حاوی یک کاست ویدئو در جلوی خانه پیدا می‌کند، وقتی در خانه با هم به تماشای آن می‌نشینند نمای بیرونی خانه خود را می‌بینند. آن دو حدس می‌زنند که فیلم را یک بنگاه معاملات ملکی فرستاده‌است. بعدتر فیلمی دیگر پیدا می‌کنند که اینبار علاوه بر نمای بیرون، وارد خانه شده و آن‌ها را خوابیده در اتاق خواب نشان می‌دهد. نگران از این موضوع، به پلیس آگاهی می‌دهند. مأموران پلیس ناتوان از حل معما از آن‌ها می‌خواهند ضریب امنیتی خانه را بالاتر ببرند.
در یک مهمانی فرد، اندی را می‌بیند که با همسرش مشغول صحبت است و مطمئن می‌شود که آن دو با هم رابطه جنسی دارند، با اینهمه نگاهش جذب مرد مرموزی می‌شود که لباس سیاه می‌پوشد و چهره خاصی دارد. «مرد مرموز» به او می‌گوید آن‌ها همدیگر را پیشتر دیده‌اند، و حتی او الان در خانه فرد نیز هست؛ انکار فرد، با تماس تلفنی به منزلش و شنیدن صدای مرد مرموز پشت خط، به شگفتی تبدیل می‌شود. او درمی‌یابد که مرد مرموز دوست دیک لورنت است. هرچند که خودش اصلاً دیک را نمی‌شناسد.
فیلم ویدئویی سومی که پیدا می‌کند هم داخل خانه را نشان می‌دهد و وقتی وارد اتاق خواب می‌شود، او را در کنار جسد تکه‌تکه شده همسرش نشان می‌دهد. فرد با سیلی افسر پلیس بیدار می‌شود که او را به جرم قتل همسرش دستگیر کرده‌است و محکوم به اعدام می‌شود. بعداً، مأموران در سلولش یک جوان تعمیرکار مکانیکی به نام پیتر دیتون که بیگناه را هست می‌یابند و به گمان آن‌ها فرد به‌طور مرموزی ناپدید شده‌است.
پیتر (پیتی) به سر کارش برمیگردد. مشتری خاص او آقای ادی (یا دیک لورنت) است که معشوقه‌ای بنام آلیس دارد. آلیس دقیقاً همانند زن فرد است. پیتی و آلیس دور از چشم آقای ادی به هم دل می‌دهند و هم آغوشی دارند. آقای ادی که یک گانگستر است پیت را تهدید می‌کند که اگر آن دو را با هم گیر بیندازد هر دو را نابود می‌کند. پیتر و آلیس تصمیم به فرار می‌گیرند.
آلیس پیشنهاد می‌دهد که شخصی بنام اندی را سرکیسه کنند. اندی برای دیک لورنت کار می‌کند و پیتی می‌فهمد که آن‌ها از آلیس در پورنوگرافی استفاده می‌کردند. پیتر اندی را می‌کشد و با برداشتن پول، جواهرات و ماشین اندی به همراه آلیس به اتوبانی در بیابان فرار می‌کنند تا آن‌ها را پیش یک مال خر آب کرده و فرار کنند. نزدیک کلبه‌ای می‌ایستند در حالی که باهم عشق بازی می‌کنند و در لحظه اوج ناگهان آلیس دست می‌کشد و به پیتر می‌گوید «تو هیچگاه مرا نداشته‌ای». و سپس به درون کلبه فرار می‌کند.
پیتر اینبار به صورت فرد از جا برمی‌خیزد و در تعقیب آلیس به درون کلبه می‌رود، اما با مرد مرموز روبرو می‌شود. آنگاه که از او دربارهٔ آلیس می‌پرسد، مرد مرموز فریاد می‌زند آن دختر آلیس نیست، او رنی (همسر فرد) است و بعد با دوربینی در دست به سمت فرد پیش می‌آید (تأیید بر این نکته که فیلمهای مرموز خانه فرد مادیسون را نیز او گرفته‌است)، فرد به بیرون می‌گریزد.
فرد آقای ادی/دیک لورنت و آلیس/رنی را در هتلی بین راهی با هم پیدا می‌کند. وقتی آلیس اتاق را ترک می‌کند، فرد به داخل اتاق حمله کرده، دیک را مضروب می‌کند؛ و او را به وسط بیابان برده به همراه مرد مرموز می‌کشد. صبح روز بعد به در خانه فرد مادیسون می‌آید زنگ را زده و می‌گوید: «دیک لورنت مرده‌است». پلیس متوجه او شده، او را تعقیب می‌کند و او به بزرگراه می‌گریزد، درحالی‌که تعداد زیادی ماشین پلیس او را تعقیب می‌کنند.

## بازیگران
- بیل پولمن (فرد مادیسون)
- پاتریشا آرکت (رنی مادیسون / آلیس ویکفیلد)
- بالتازار گتی (پیتر دیمون)
- رابرت بلیک (مرد مرموز)
- رابرت لوجا (آقای ادی / دیک لورنت)

## واکنش‌ها
نمایش افتتاحیه بزرگراه گمشده اکران محدود سینمایی در ۲۷ فوریه ۱۹۹۷ در آمریکا بود. فیلم اغلب نقدهای چندان گرمی دریافت نکرد و بسیاری آن را به عنوان فیلمی تماماً بی‌معنی یا دارای داستانی مبهم، مورد انتقاد قرار دادند اما فضای فیلم و نیز نقش‌آفرینی بازیگران مورد ستایش قرار گرفت. فیلم، با گذشته‌نگری، هم تحسین منتقدان و هم ابراز علاقه دانشورانه را کسب کرده است.
اندی کلاین از روزنامه دالاس ابزرور این فیلم را برتر از دو کار قبلی لینچ دانست: «بیشترین کار تماماً سوررئال او پس از کله‌پاک‌کن، این رؤیای تب‌دار بلندتر از دو ساعت، یک‌تکه‌تر از با من بر آتش برو و کمتر از از ته دل وحشی عنان‌گسیخته و مضحک است.»
جاناتان رزنبام در روزنامه شیکاگو ریدر فیلم را به عنوان «حرکتی بی‌پروا خلاف جهت داستان‌سرایی سنتی و بازگشتی به سوی زیبایی صوری کله‌پاک‌کن» ستایش کرد.